# Женское движение в Республике Корея
В 1990 г. 37 женских организаций объединились и основали «Корейский совет по делам женщин, пострадавших от сексуального рабства в военный период» (кор. 한국정신대문제대책협의회), начав движение по решению проблемы «женщин для утешения» (кор. 위안부). В 1991 г. активистка Ким Хак Сун стала первой жертвой, которая публично рассказала правду о своём мучительном опыте как «женщины для утешения». С 1992 г. «Корейский совет по делам женщин, пострадавших от сексуального рабства в военный период» стал устраивать регулярные протесты, которые проходят и по сей день. 
В то же время внимание общественности привлекли дело Ким Бунам в 1991 г. и дело Ким Боын и её парня Ким Чжингвана в 1992 г. Эти события выявили неэффективность южнокорейской правовой системы в отношении предотвращения и наказания сексуального насилия. В результате в 1994 г. был принят Специальный закон о борьбе с сексуальным насилием. Кроме того, в 1995 г. был создан «Генеральный штаб движения по отмене системы регистрации домохозяйств» (кор. 호주제폐지운동본부), а в 2005 г. Конституционный суд вынес решение о том, что система регистрации домохозяйств (кор. 호주제) противоречит Конституции.
В 2016 г. в сеульском районе Сочхо мужчина убил незнакомую женщину в туалете караоке-бара в районе станции Каннам. Позднее была проведена мемориальная акция в память о жертве. Полицейские, занимавшиеся расследованием этого убийства, и бывший профайлер Пхё Чханвон заявили, что это дело сложно рассматривать как преступление на почве ненависти к женщинам, потому что обвиняемый имел тяжёлое психическое заболевание и долгое время не принимал лекарства. Это заявление вызвало ожесточённые споры о том, было ли убийство совершено из-за ненависти к женщинам или же из-за шизофрении, которой болел преступник.

## История

### 1990-е годы
В 1990 г. для решения проблемы «женщин для утешения» был создан «Корейский совет по делам женщин, пострадавших от сексуального рабства в военный период» (кор. 한국정신대문제대책협의회). 14 августа 1991 г. ныне покойная активистка Ким Хак Сун впервые рассказала правду под своим настоящим именем и дала показания о том, как была «женщиной для утешения». Чтобы добиться от Японии признания проблемы, извинений и компенсации, «Корейский совет по делам женщин, пострадавших от сексуального рабства в военный период» впервые организовал демонстрацию перед посольством Японии в 1992 г. в Республике Корея и начал проводить регулярные митинги.
Дело Ким Бунам, в 1991 г. убившей мужчину, который изнасиловал её в детстве, а также дело Ким Боын, которая вместе со своим парнем Ким Чжингваном убила отчима, регулярно подвергавшего её сексуальному насилию, выявили уязвимость южнокорейской правовой системы в отношении предотвращения и наказания сексуального насилия. Это привело к принятию в 1994 г. Специального закона о борьбе с сексуальным насилием. В то же году ассистентка с факультета естественных наук Сеульского национального университета подала на профессора судебный иск с требованием компенсации. Ранее он сексуально домогался её и, получив отказ, не выполнил своё обещание дать рекомендацию на повторное назначение, что фактически привело к увольнению девушки. Этот случай послужил поводом для внесения понятия сексуального домогательства в правовую практику.
В мае 1999 г. женские организации объединились и создали «Генеральный штаб движения по отмене системы регистрации домохозяйств», в ноябре того же года на заседании Совета ООН по правам человека было принято рекомендательное решение о её ликвидации. 22 сентября 2000 г. была запущена программа «Гражданская солидарность за отмену системы регистрации домохозяйств» и направлено обращение в Национальное собрание. 4 сентября 2003 г. Министерство юстиции объявило о законопроекте по внесению поправок в Гражданский кодекс по отмене системы регистрации домохозяйств. 20 ноября того же года начались первые открытые слушания Конституционного суда, которые завершились решением от 3 февраля 2005 г. о том, что система регистрации домохозяйств противоречит Конституции. Закон об её отмене был принят в том же году.

### 2000-е годы
В 2001 г. Республика Корея получила третий уровень (самый низкий) в докладе о торговле людьми от Государственного департамента США. В 2000 г. в борделе города Кунсан произошёл несчастный случай, когда три девушки, похищенные для занятия проституцией, оказались заперты в горящем здании, две из них погибли. Через 2 года поблизости произошел аналогичный инцидент в другом таком заведении, где в результате пожара погибли 14 женщин, которые были вовлечены в проституцию, став жертвами торговли людьми. Эти события послужили поводом для принятия Специального закона о проституции в 2004 году. 

### 2010-е годы
В 2012 г. женщина, арестованная за занятие проституцией, заявила, что «данный закон нарушает её право на сексуальное самоопределение» и подала жалобу на его неконституционность в Северный районный суд Сеула. Суд принял эту жалобу и передал дело в Конституционный суд. 9 апреля 2015 г., когда в Конституционном суде прошли публичные слушания, члены Общенационального союза работников сферы развлечений и Ассоциации женщин, занятых в сфере развлечений, а также женщины, занимающиеся проституцией, подали в Конституционный суд петицию с призывом отменить Специальный закон о проституции. Перед подачей петиции они провели акцию протеста перед зданием Конституционного суда, озвучив свои требования и потребовав отмены закона.
Создание онлайн-сообщества Megalia (кор. 메갈리아), которое обвинялось в поддержке женоненавистничества, вызвало так называемую «перезагрузку феминизма». Произошла отмена сайта с сексуальным контентом для взрослых Soranet, а также была создана цифровая платформа для борьбы с сексуальным насилием в кибер-пространстве.
В 2016 г. после многочисленных споров онлайн-сообщество Megalia раскололось, и был создан портал Womad.
17 мая 2016 г. произошло убийство неизвестной женщины в туалете караоке-бара в районе Каннам. Это стало ключевой точкой в истории развития южнокорейского феминизма после 2015 г. Когда подозреваемый признался, что «решил совершить преступление, потому что женщины всегда относились к нему с пренебрежением» и что он ждал на месте преступления около 30 минут, чтобы выбрать жертву, было выдвинуто утверждение о том, что преступление было совершено на почве ненависти к женщинам. Недалеко от места происшествия, у выхода 10 станции Каннам была проведена мемориальная акция, во время которой люди приклеивали стикеры в память о погибшей. Полиция заявила, что подозреваемый страдает от шизофрении и что ненависть к женщинам не являлась мотивом преступления. Эту позицию поддержал и бывший профайлер Пхё Чханвон. В ответ на это заявление эксперты в области психиатрии выразили мнение, что называть данное преступление «безмотивным» неверно. И, поскольку оно было совершено в связи с несколькими факторами, включая социальный, утверждение, что психическое заболевание является единственной причиной убийства, может усилить стигму в отношении больных шизофренией.
В июле 2016 г. актриса озвучки Ким Чжаён в своём Твиттер-аккаунте выложила фотографии вещей, полученных в благодарность за пожертвования для страницы «Megalia 4», которые использовались для покрытия судебных издержек по гражданскому иску, связанному с ведением женоненавистнических страниц. Пользователи сети потребовали от компании Nexon, дистрибьютора игры «Closers», в создании которой приняла участие Ким Чжаён, убрать актрису. Компания Nexon расторгла контракт с Ким Чжаён, взяв на её роль другую актрису озвучки. 22 и 25 июля члены женских интернет-сообществ, включая членов сообщества Megalia, провели акцию протеста перед офисом компании Nexon. В ходе этой демонстрации возникли споры из-за плаката «Детский сад: когда мне будет 13 лет, я тоже буду раздеваться, папа?», который критиковал костюмы несовершеннолетних персонажей игры.
В октябре того же года прошли несколько так называемых «Чёрных протестов» за отмену запрета абортов. Перед этим, в сентябре того же года Министерство здравоохранения и социального обеспечения Республики Корея объявило о планах ужесточить наказание для врачей, делающих аборты. Кореянки собирались на демонстрации в чёрной одежде, что было отсылкой к протестам против запрета абортов в Польше, где женщины надевали чёрную одежду и маски в знак траура по репродуктивным правам, которые принудительно регулировались правительством.
В октябре 2016 г. в социальных сетях стали появляться обвинительные посты от жертв сексуального насилия с использованием хэштега #오타쿠_내_성폭력. Это стало отправной точной для публичных дискуссий о сексуальном насилии в различных культурных и художественных сферах, проходивших под хэштегом  #ㅇㅇ계_내_성폭력.
Корейский центр реагирования на кибер-сексуальное насилие (кор. 한국사이버성폭력대응센터), который с 2017 г. отслеживал деятельность картеля Webhard, предъявил ему обвинения, обратившись в Южное полицейское управление провинции Кёнгидо в феврале 2018 года. Впоследствии, в сотрудничестве с Корейским центром реагирования на кибер-сексуальное насилие и командой  «Я хочу знать», в июле 2018 г. в выпуске «Я хочу знать <Правда о незаконных видео в Webhard>» рассказывалось о сговоре Webhard, компаний по фильтрации контента и работников, удаляющих нежелательный или ложный контент, а также о том, что Webhard поощряет загрузку незаконных материалов с целью получения прибыли.
26 января 2018 г. прокурор Со Чжихён в рамках движения #MeToo рассказала о том, что 8 лет назад подверглась сексуальным домогательствам со стороны высокопоставленного чиновника Министерства юстиции. 29 января она выступила в новостной программе на канале JTBC и раскрыла информацию о серьёзной проблеме сексуального насилия внутри прокуратуры. После обнародования этой информации депутат Демократической партии Тобуро Ли Чжэчжон также призналась в том, что в прошлом подверглась сексуальному насилию и поддержала движение #MeToo. Кроме того, офисные работницы начали анонимно рассказывать правду о компаниях через приложение Blind. После многочисленных показаний бортпроводниц против председателя компании Kumho Asiana Пак Самгу профсоюз Asiana Airlines выступил с заявлением, в котором потребовал извинений перед работницами и пообещал принять меры и предотвратить повторение подобных инцидентов.
5 марта того же года госпожа Ким приняла участие в новостной программе канала JTBC, где раскрыла факты об изнасиловании и сексуальных домогательствах, совершённых бывшим губернатором провинции Чхунчхон-Намдо Ан Хиджоном. На следующий день сам Ан Хиджон опубликовал извинения на своей странице в Facebook и выразил намерение добровольно покинуть пост. После первоначальных обвинений дополнительно стало известно о том, что случаи сексуальных домогательств с его стороны были широко распространены во время предвыборной кампании.
В 2018 г. был проведена демонстрация против предвзятого расследования дела о незаконной видеосъёмке, которая побил рекорд, став самым масштабным митингом, связанным с женщинами, когда-либо проходившим в Республике Корея.
В 2018 г. в зарубежных СМИ, таких как BBC, The New York Times и The Guardian появились сообщения о «Движении без корсета».
Между тем, в 2018 г. были упразднены женские студенческие объединения университетов Ёнсэ, Сонгюнгван и Донгук. Впоследствии, в 2021 г. был расформирован Комитет по вопросам гендерного равенства Сеульского кампуса университета Чунан. Ранее женские студенческие организации постепенно упразднялись в связи с застоем студенческого движения в Республике Корея, однако закрытие вышеперечисленных организаций отличалось от случаев в прошлом, т.к. это произошло в условиях активизации феминистического движения после 2015 г. Представители женского движения, включая женское студенческое движение, назвали это регрессивным шагом и выразили своё несогласие.
11 апреля 2019 г. Конституционный суд постановил, что Закон об абортах противоречит Конституции. Суд постановил пересмотреть законопроект с крайним сроком до 31 декабря 2020 г. и полностью отменить его с 1 января 2021 г. в случае, если он не будет пересмотрен, а до тех пор применять действующий закон. Поскольку Закон об абортах не был пересмотрен к 31 декабря 2020 г., он был автоматически отменён в 2021 г.
8 июля 2019 г. женщина, работавшая секретаршей мэра, подала жалобу на Пак Вонсуна, экс-мэра Сеула, о сексуальных домогательствах. Она дала показания о том, что подвергалась сексуальному насилию на протяжении четырёх лет.
В 2019 г. следственная группа «Пламя погони» первой сообщила об инциденте Nth Room, а также была создана группа «Project Reset».

### 2020-е годы
30 января 2020 года трансгендерную женщину приняли в Женский университет Сукмён. Это был первый публично известный случай, когда транс-женщину зачислили в женский университет в Корее. Некоторые студентки университета заявили, что собираются сформировать «команду TF против зачисления трансгендерных мужчин», и потребовали, чтобы университет пересмотрел свою политику и разрешил приём только «биологических женщин». В ответ на это студенческий орган самоуправления и Комитет по правам студентов и меньшинств открыто выступили в поддержку принятой студентки. Однако сама она отказалась от поступления 7 февраля 2020 года.
8 марта 2020 г. была основана Женская партия.